# Suite Binant
La suite Binant (Scènes de la vie civile et militaire) est une série de tableaux commandée par le marchand de couleurs parisien Alfred Binant (1822-1904) au lendemain du siège de Paris (1870-1871). Elle comprend 36 peintures à l'huile grand format exécutées par treize artistes, constituant un précieux témoignage sur la guerre franco-prussienne et la Commune de Paris. Exposées en 1872, seules treize œuvres ont été retrouvées à ce jour, conservées au Musée Carnavalet.
En juin 2017, les 36 exemplaires modello ont été découverts à Digne-les-Bains, dans les réserves du musée Gassendi.

## Histoire

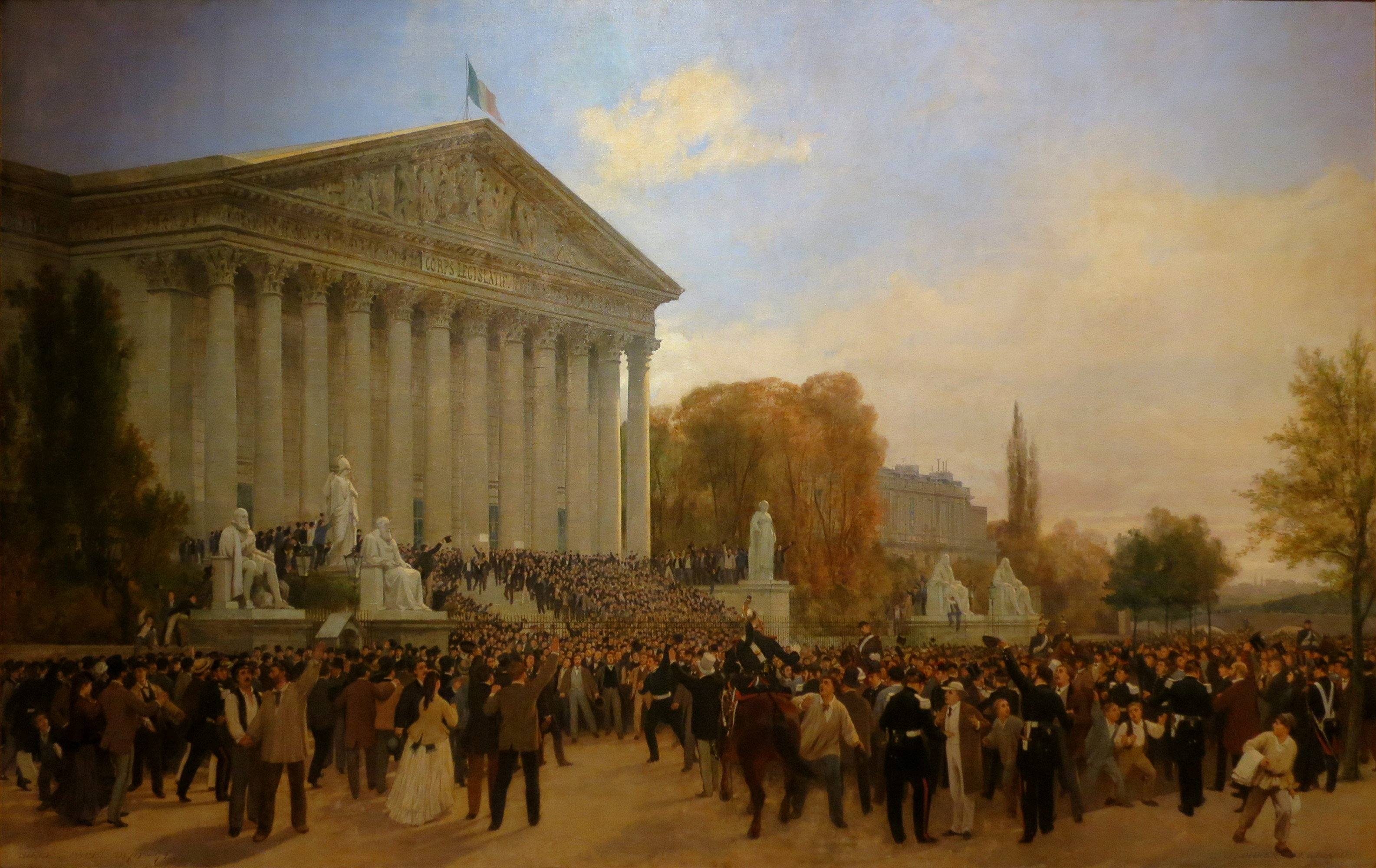
Toile no 1 : Le Palais du corps législatif après sa dernière séance (1871), par Jules Didier et Jacques Guiaud (musée Carnavalet).

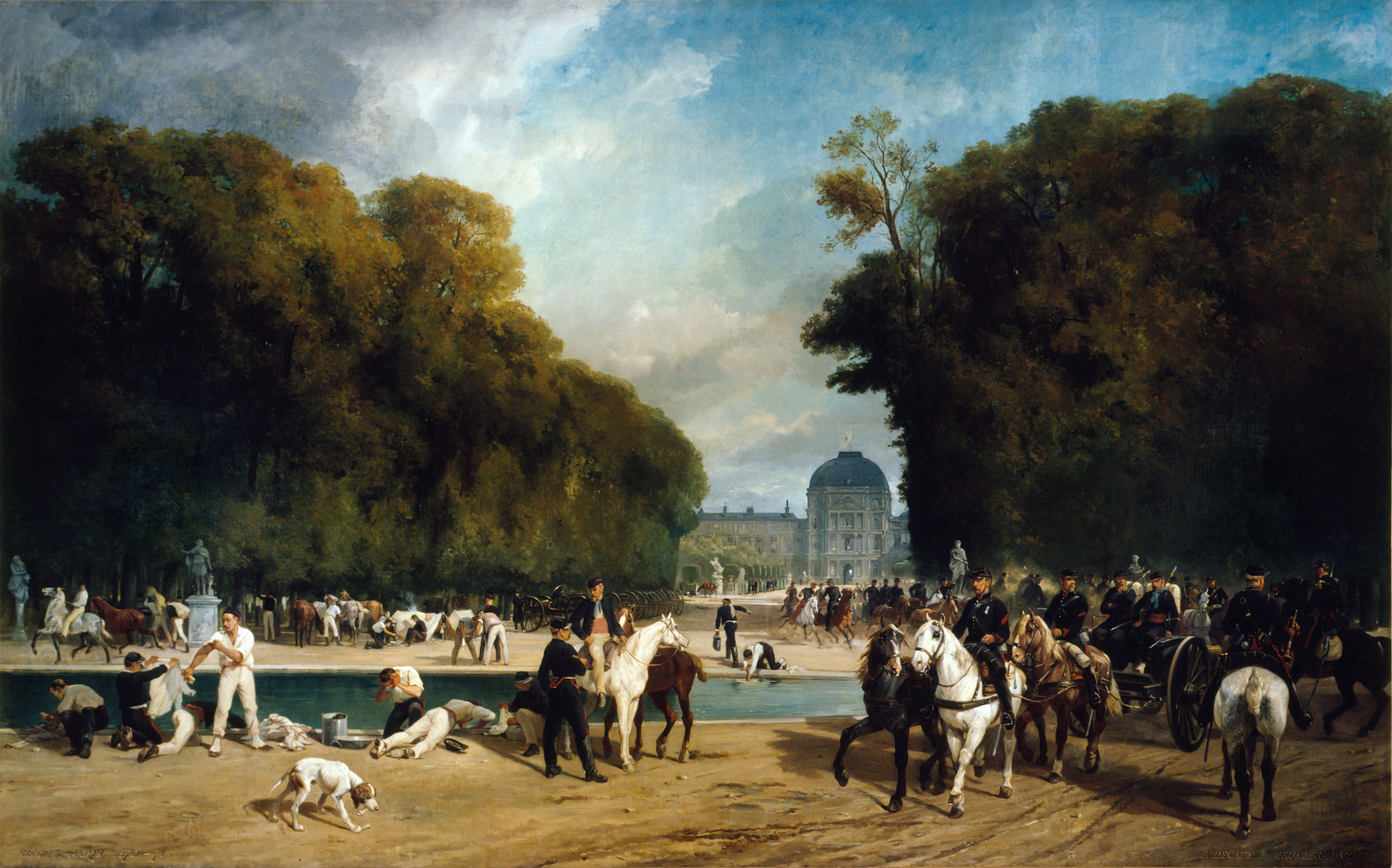
Toile no 6 : L'Artillerie campée dans le jardin des Tuileries (1871) par Brunner-Lacoste et Alfred Decaen (musée Carnavalet).

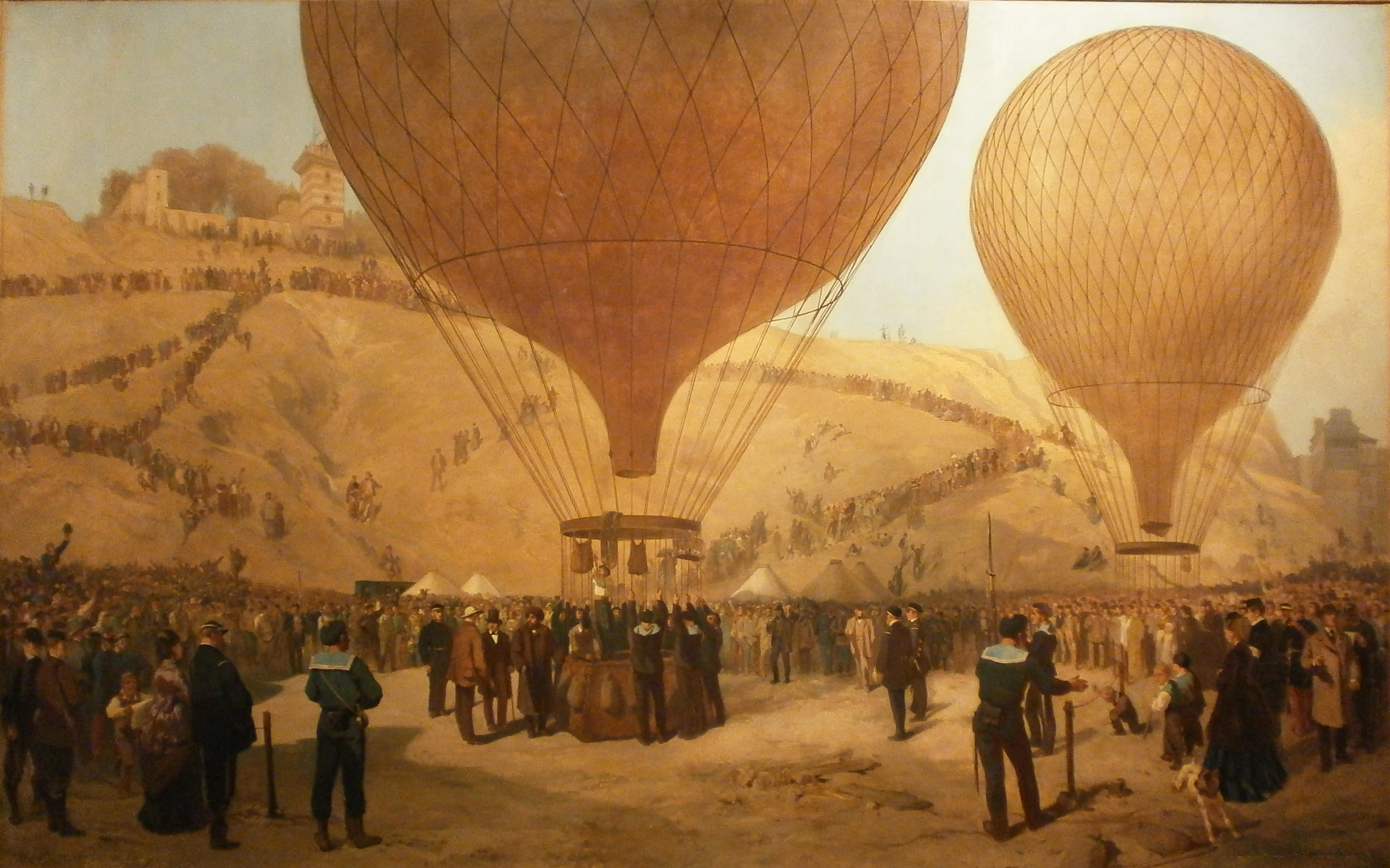
Toile no 7 : Départ de Gambetta sur le ballon l'Armand-Barbès le 7 octobre (1871) par Jules Didier et Jacques Guiaud (musée Carnavalet).

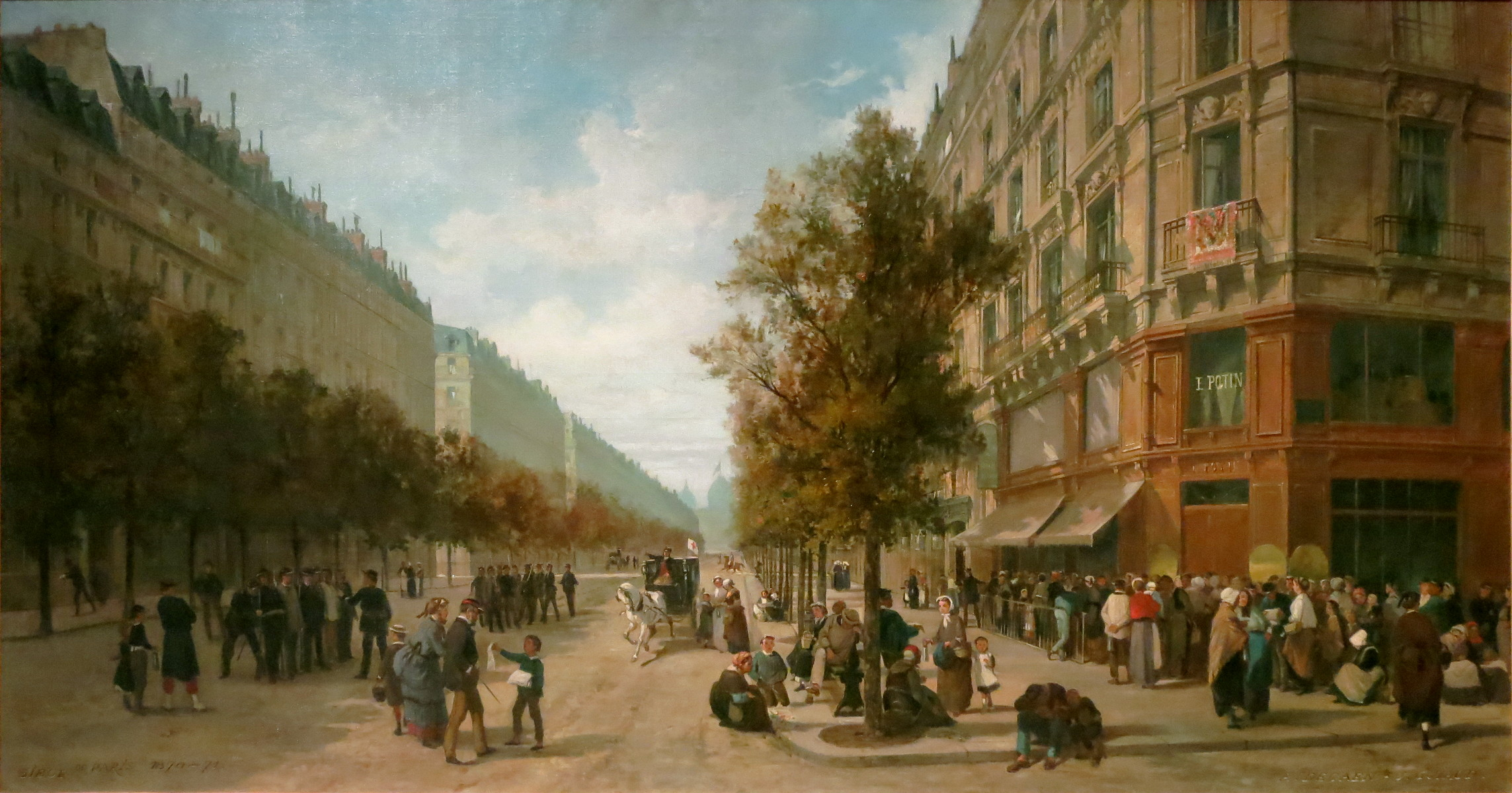
Toile no 15 : La queue à la porte d'une épicerie Félix Potin, à l'angle de la rue Réaumur et du boulevard de Sébastopol à Paris, en novembre 1870 (1871) par Alfred Decaen et Jacques Guiaud (musée Carnavalet).

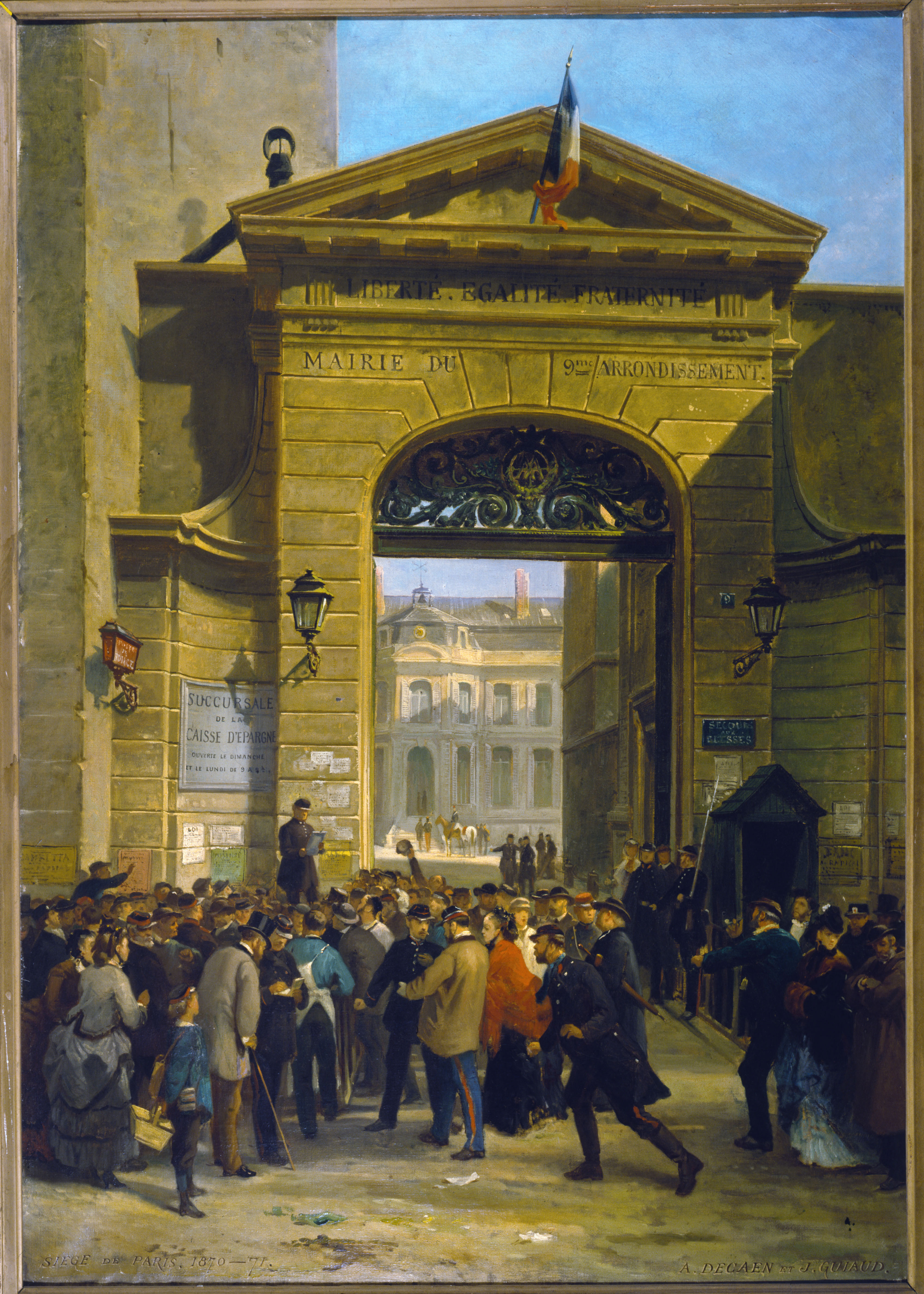
Toile no 33 : La Mairie Drouot, lecture d'une dépêche (1871) par Alfred Decaen (musée Carnavalet).

En janvier 1871, Louis Alfred Binant, marchand de tableaux et de fournitures (papiers, crayons, peintures, etc.) pour les peintres à Paris, ayant boutiques rue de Cléry et boulevard Rochechouart (actuel boulevard Marguerite-de-Rochechouart) , commande à treize artistes 36 huiles sur toile de grand format — certaines font deux mètres sur quatre —, pour documenter le siège de Paris. Il veut ainsi faire, selon lui, « œuvre de mémoire, car ni le livre si bien informé soit-il, ni la gravure, ne parlent aux yeux et par conséquent à l'esprit aussi nettement qu'une peinture ». Les tableaux sont présentés de novembre 1871 à février 1872 chez Durand-Ruel, rue Le Peletier, sous le titre Le Siège de Paris 1870-71. Exposition des peintures des épisodes civils et militaires de la défense. En septembre 1898, Binant lègue les 36 peintures et le livret détaillant chaque toile à la ville de Paris. Actuellement, s'il n'en reste que treize, toutes conservées au musée Carnavalet, il n'existe aucune certitude sur le sort des vingt-trois autres toiles, portées disparues,. Les dites treize toiles rentrèrent officiellement à Carnavalet en février 1914, les autres demeurèrent dans les réserves du Petit Palais, où, dit-on, elles auraient été détruites durant l'Occupation (1940-1944), sans qu'aucune preuve matérielle ne vienne attester ce fait.
Conservatrice au musée d'Art et d'Histoire Paul Éluard de Saint-Denis, Sylvie Gonzalez a tenté de les retrouver ; en juin 2017, les 36 exemplaires modello, c'est-à-dire, les miniatures au format 22 sur 35 cm, ayant servi de maquette préparatoire, sont localisés dans les réserves du musée Gassendi de Digne-les-Bains. L'ensemble, qui avait été acquis par ce musée en 1900 par le biais de Binant, est restauré grâce aux efforts de la conservatrice Nadine Gomez, puis confié en 2019 à la garde du musée d'art et d'histoire de Saint-Denis qui possède un fonds important sur la Commune de Paris.

## Artistes commandités
La plupart de ces artistes travaillèrent en société sur différentes toiles en même temps. Le plus âgé de tous, Jacques Guiaud, collaborant à 27 toiles, il semble avoir été aussi le plus actif.
- Georges Bellenger
- Émile-Henri Brunner-Lacoste
- Auguste Carliez
- Eugène Carpezat
- Jules Didier
- Alfred Decaen
- Armand-Dumaresq
- Henri-Louis Dupray
- Henri Germain (1842-1898 ?)
- Jacques Guiaud
- Georges-François Guiaud fils (1840-1893 ?)
- Aubin Hervier (1851-1905 ?)
- Émile-Henri Laporte

## Liste des toiles
Avant la redécouverte des modellos, la totalité des peintures nous était connue grâce à l'album d'Armand Dayot, intitulé L’Invasion ; le Siège de 1870 d’après des peintures, gravures, photographies, sculptures, médailles autographes, objets du temps ; suivi de La Commune 1871, édité chez Ernest Flammarion en 1902, et qui contient des reproductions photographiques.
1. Le Palais du corps législatif après la dernière séance
2. Ovation à la statue de la ville de Strasbourg
3. Le Viaduc du Point-du-Jour
4. Rentrée dans Paris des habitants de la banlieue
5. Marche de l'armée prussienne sur Paris
6. L'Artillerie campée dans le jardin des Tuileries
7. Départ de M. Gambetta sur le ballon "L'Armand-Barbès"
8. Combat de Châtillon, offensive de l'artillerie
9. Attaque du village de Bagneux
10. Le roi Guillaume à Versailles
11. Maraudeurs de légumes rentrant dans Paris
12. Les enrôlements de volontaires sur la place du Panthéon
13. Combat de Rueil et de La Malmaison
14. Envahissement de l'Hôtel-de-Ville par les bataillons de Belleville
15. La Queue à la porte d'une épicerie [Félix Potin]
16. Une séance au club Valentino
17. Les pigeons messagers
18. Transcription des dépêches à la télégraphie centrale
19. Le Bastion Quarante armé de la Joséphine
20. Prise et occupation du plateau d'Avron
21. Les ambulances de la presse à Joinville-le-Pont
22. Débarquement des blessés de Champigny quai de La Mégisserie
23. Les fusiliers marins à l'attaque du Bourget
24. Réunion du bataillons de marche sur la place du nouvel opéra
25. Une garde aux remparts
26. Habitants de la rive gauche fuyant le bombardement
27. Famille réfugiée dans une cave pendant le bombardement
28. Le Pensionnat des frères de Saint-Nicolas rue de Vaugirard
29. Une cantine municipale
30. Une boucherie municipale
31. Un chantier de bois à brûler
32. Prise de la redoute de Montretout
33. La Mairie Drouot, lecture d'une dépêche
34. Délivrance des prisonniers de Mazas par les émeutiers
35. Émeute du 22 janvier, fusillade place de l'Hôtel-de-Ville
36. Bombardement du fort de la Briche